# Rhetus
Rhetus es un género de mariposas de la familia Riodinidae.

## Especies
- Rhetus arcius Linnaeus, 1763
- Rhetus arthurianus Sharpe, 1890
- Rhetus coerulans Zikán, 1952
- Rhetus dysonii Saunders, 1849
- Rhetus laodamia Felder, 1862
- Rhetus periander Cramer, 1777

## Localización
Las especies de este género se distribuyen por América Central y Sudamérica.